# Begonia princeae
Espèce
Synonymes
- Begonia homblei De Wild.[1]
- Begonia princeae f. grossidentata Irmsch.[1]
- Begonia subacutoalata De Wild.[1]
- Begonia verdickii De Wild.[1]
- Begonia wellmannii Gilg ex Engl.[1]

Begonia princeae est une espèce de plantes de la famille des Begoniaceae.
L'espèce fait partie de la section Augustia.
Elle a été décrite en 1902 par Ernest Friedrich Gilg (1867-1933).

## Répartition géographique
Cette espèce est originaire des pays suivants : Angola ; Malawi ; Mozambique ; Tanzania ; Zaire ; Zambie.

## Liste des variétés
Selon Tropicos (22 février 2017) (Attention liste brute contenant possiblement des synonymes) :
- variété Begonia princeae var. racemigera (Irmsch.) R. Wilczek
- variété Begonia princeae var. rhodesiana Irmsch.